# Inteligência Emocional (livro)
Inteligência Emocional é um livro de 1995 de Daniel Goleman (lançado em 1996 pela Editora Objetiva no Brasil). Neste livro, Goleman postula que a inteligência emocional é tão importante quanto o QI para o sucesso, inclusive nos aspectos acadêmicos, profissionais, sociais e interpessoais da vida de uma pessoa. Goleman diz que a inteligência emocional é uma habilidade que pode ser ensinada e cultivada e descreve métodos para incorporar o treinamento de habilidades emocionais no currículo escolar.
Inteligência Emocional esteve na lista dos mais vendidos do The New York Times durante um ano e meio, sendo um best-seller em muitos países, e é vendido em todo o mundo, em 40 idiomas.

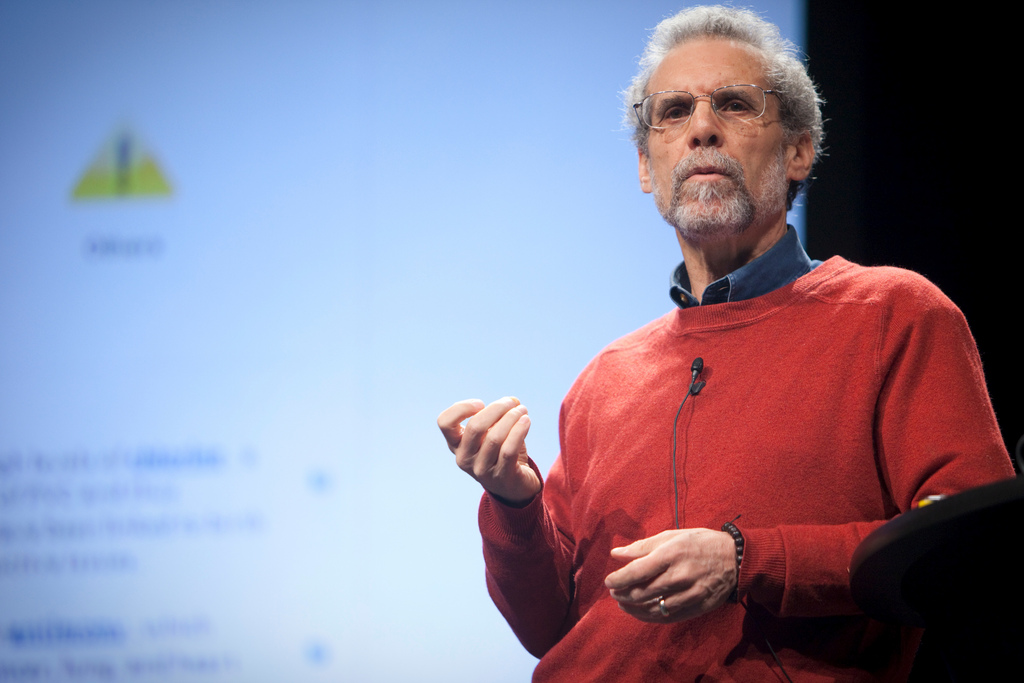
Daniel Goleman, autor do livro Inteligência Emocional.